# Lạc đà

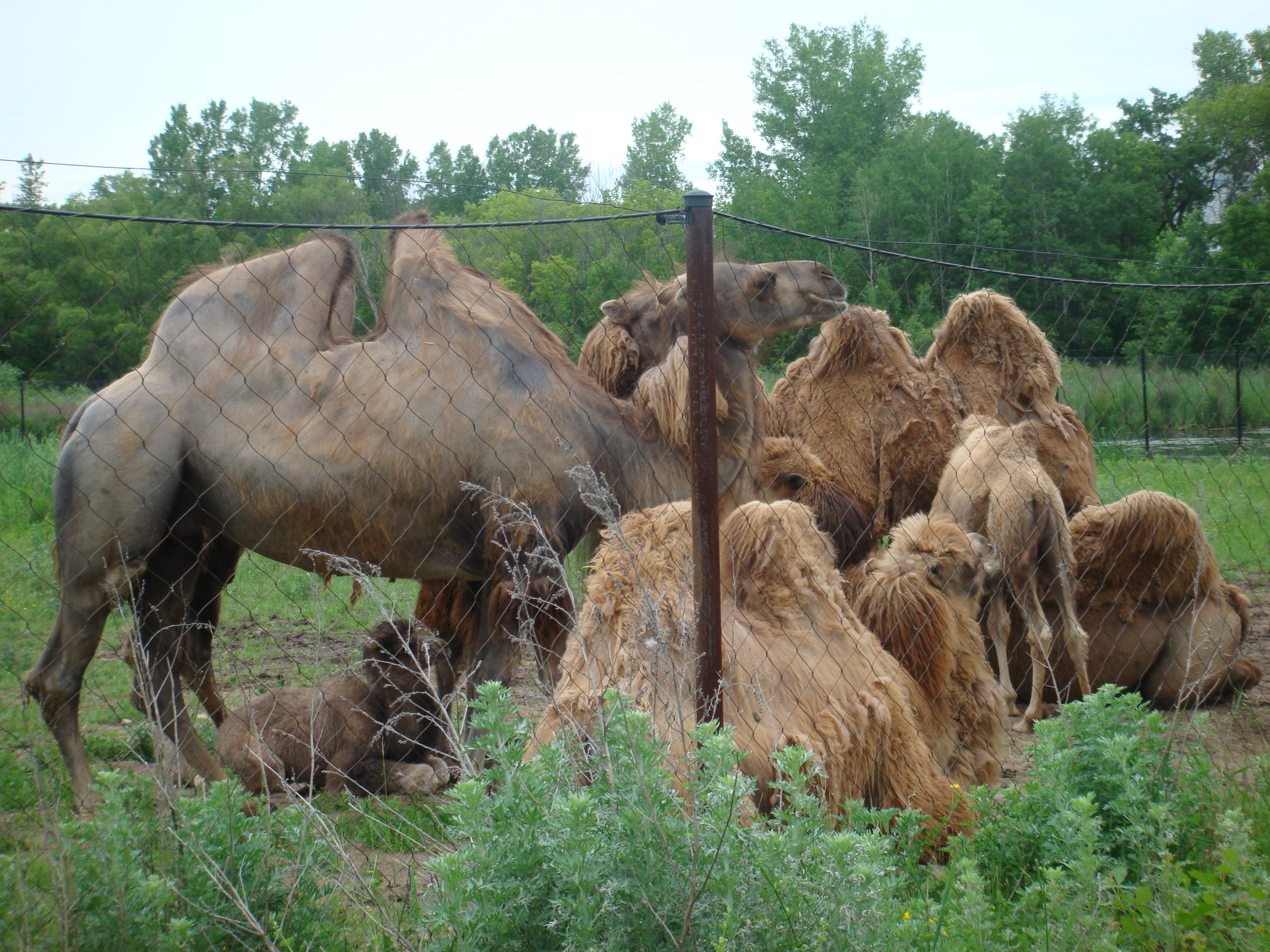
Đàn lạc đà

Lạc đà là tên gọi để chỉ một trong hai loài động vật guốc chẵn lớn trong chi Camelus, là Lạc đà một bướu và Lạc đà hai bướu. Cả hai loài này có nguồn gốc từ các vùng sa mạc của châu Á và Bắc Phi. Đây là loài động vật lớn nhất sống được trên sa mạc và các vùng khô cằn thiếu nước uống.

## Thuật ngữ
Trong một số ngôn ngữ thì lạc đà có nguồn gốc từ kamelos trong tiếng Hy Lạp, mà chính nó lại có nguồn gốc từ gamal trong tiếng Hebrew.
Thuật ngữ lạc đà cũng được sử dụng rộng rãi hơn, để miêu tả một trong sáu loài động vật tương tự như lạc đà trong họ Camelidae: hai trong số đó là lạc đà thực sự, và bốn là các động vật giống như lạc đà ở Nam Mỹ: llama (lạc đà không bướu), alpaca, guanaco và vicuna. Để có cái nhìn tổng quan hơn về họ lạc đà, xem Họ lạc đà. Để có thêm chi tiết về hai loài lạc đà thực sự, xem Lạc đà một bướu và Lạc đà hai bướu.

## Phân loại
- Họ Camelidae
  - Chi Lama:
    - Lama glama: Lạc đà llama
    - Lama guanicoe: Lạc đà Guanaco

  - Chi Vicugna:
    - Vicugna pacos: Lạc đà Alpaca
    - Vicugna vicugna: Lạc đà Vicuña

  - Chi Camelus
    - Camelus bactrianus: Lạc đà hai bướu
    - Camelus dromedarius: Lạc đà một bướu

## Sinh học
Tuổi thọ trung bình của lạc đà từ 45 đến 50 năm. Một con lạc đà trưởng thành cao 1,85m đến bướu ở vai và 2,15m ở bướu. Lạc đà có thể chạy 65 km/h ở vùng có cây bụi ngắn và duy trì tốc độ lên đến 65 km/h. Lạc đà 2 bướu nặng 300 đến 1000 kg và lạc đà một bướu nặng 300 đến 600 kg.
Lạc đà chịu được sự khắc nghiệt của sa mạc vì chúng có lớp lông bờm để bảo vệ khỏi cái nóng và cái lạnh trong lúc trời nắng hoặc vào ban đêm trên sa mạc. Bàn chân chúng có những chiếc móng to kềnh giúp nó đi vững trên con đường gồ ghề sỏi đá hoặc trên lớp cát mềm. Quan trọng hơn là chúng biết cách giữ nước trong cơ thể.

### Cách giữ nước trong cơ thể
Lạc đà không chảy mồ hôi và cũng mất rất ít nước trong quá trình bài tiết. Ngay cả chất lỏng ở mũi cũng được giữ lại thông qua một khe xuống miệng. Lạc đà có thể đi trong một thời gian dài trên sa mạc, khi đó trọng lượng của nó sẽ giảm đi khoảng 40%. Nhưng chủ yếu nó sống được trên sa mạc lâu là nhờ cái bướu.
Lạc đà được biết đến nhiều nhất nhờ các bướu của chúng. Các bướu này không chứa nước như đa số người tin tưởng. Các bướu này là các nguồn dự trữ các mô mỡ, trong khi nước được lưu trữ trong máu của chúng. Điều này cho phép chúng sống được nhiều ngày mà không có thức ăn và nước uống. Mỡ lạc đà sử dụng khi khan hiếm lương thực. Bướu lúc đó sẽ co lại và mềm đi. Đến khi có nước, nó có thể uống được liền một hơi 57l nước để bù lại phần chất lỏng bị mất. Không giống như các động vật có vú khác, hồng cầu của chúng là hình bầu dục chứ không phải hình tròn. Điều này tạo điều kiện cho dòng chảy của các tế bào hồng cầu trong quá trình mất nước. và làm cho chúng tốt hơn trong việc chống lại dao động thẩm thấu cao thẩm thấu mà không bị vỡ khi uống một lượng lớn nước: một con lạc đà có cân nặng 600 kg (1.300 lb) có thể uống 200 L (53 gal Mỹ) nước trong 3 phút.

## Thuần hóa

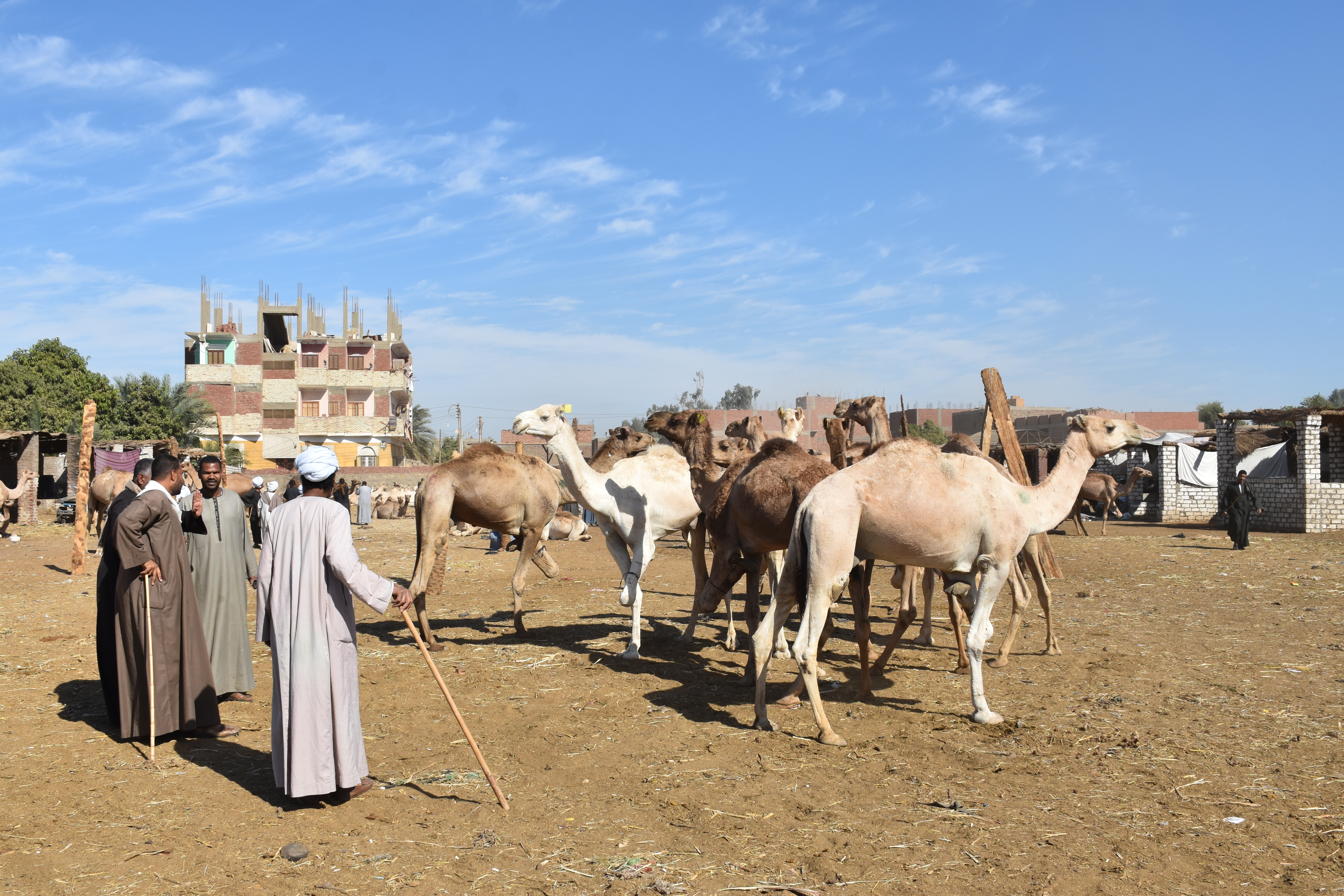
Chợ buôn bán lạc đà ở Daraw, tỉnh Aswan, Ai Cập.

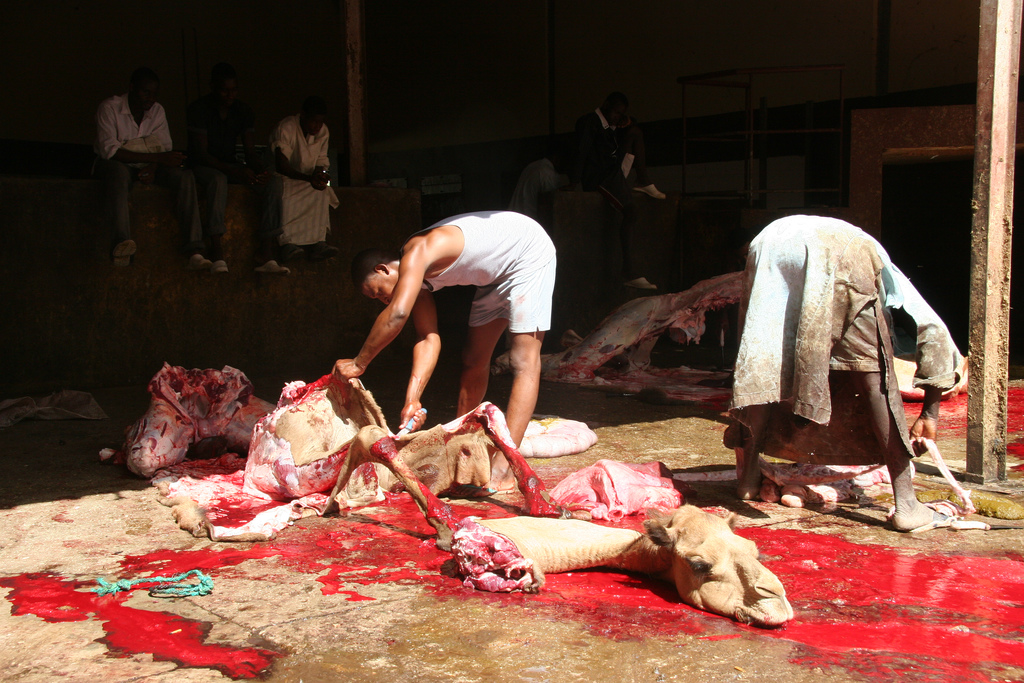
Một cảnh giết mổ lạc đà

Lạc đà hai bướu có hai lớp lông: lớp lông tơ bên trong để giữ ấm và lớp lông thô bên ngoài dài hơn giống như tóc. Chúng sản xuất khoảng 2,3 kg (5 pound) sợi len hàng năm. Cấu trúc của sợi len lông lạc đà tương tự như len casơmia. Lông tơ thông thường dài từ 2,5-7,5 cm (1-3 inch). Lông tơ của lạc đà không tách ra dễ dàng. Lông tơ được xe thành sợi để dệt kim.
Loài người đã thuần hóa lạc đà khoảng 5000 năm trước đây. Lạc đà một bướu và lạc đà hai bướu vẫn được sử dụng để lấy sữa, thịt và làm động vật chuyên chở—lạc đà một bướu ở Bắc Phi và Tây Á; lạc đà hai bướu ở vùng đông và bắc của khu vực Trung Á.
Mặc dù hiện nay còn khoảng 13 triệu lạc đà một bướu còn sống, loài này đã tuyệt chủng trong điều kiện sống hoang dã: tất cả đã được thuần hóa (chủ yếu ở Sudan, Somalia, Ấn Độ và các quốc gia lân cận), cũng như ở Cộng hòa Nam Phi, Namibia và Botswana. Tuy nhiên, có một quần thể sống hoang dã khoảng 700.000 con ở miền trung nước Úc, chúng là hậu duệ của các cá thể đã thoát khỏi cuộc sống giam cầm vào cuối thế kỷ 19. Quần thể này tăng trưởng khoảng 11% mỗi năm và trong thời gian gần đây chính quyền Nam Úc đã quyết định tiêu diệt loài động vật này, nguyên nhân là chúng ngốn quá nhiều các nguồn tài nguyên thiên nhiên có hạn của các trang trại nuôi cừu.
Lạc đà hai bướu đã từng rất phổ biến, nhưng hiện nay quần thể của chúng đã giảm xuống chỉ còn khoảng 1,4 triệu con, chủ yếu là đã được thuần hóa. Người ta cho rằng còn khoảng 1.000 con lạc đà hai bướu sống hoang dã trong sa mạc Gobi, và một lượng nhỏ ở Iran, Afghanistan, Thổ Nhĩ Kỳ và Nga.
Một quần thể nhỏ lạc đà (một và hai bướu) nhập khẩu đã từng sống ở miền tây nam nước Mỹ cho đến đầu thế kỷ 20. Các động vật này được nhập khẩu từ Thổ Nhĩ Kỳ, là một phần trong thực nghiệm của US Camel Corps và được sử dụng như là động vật kéo xe trong các mỏ, và chúng đã trốn thoát hoặc được giải thoát sau khi dự án kết thúc.

## Mắt
Mi mắt của loài lạc đà rất dày để bảo vệ chúng khỏi cát bay sa mạc, mắt của nó có 3 mí.